# Pokémon Omega Rubin und Alpha Saphir
Pokémon Omega Rubin und Pokémon Alpha Saphir (jap. ポケットモンスター オメガルビー&アルファサファイア, Poketto Monsutā Omega Rubī & Arufa Safaia) sind zwei für den Nintendo 3DS und Nintendo 2DS veröffentlichte Videospiele aus dem Genre der Rollenspiele. Sie sind Neuauflagen der 2002 (Japan)/2003 (weltweit) erschienenen Game-Boy-Advance-Spiele Pokémon Rubin und Saphir und spielen genau wie diese in der Hoenn-Region. Bereits im Vorfeld, insbesondere nach womöglichen Andeutungen in den zuletzt erschienenen Editionen X und Y gab es immer wieder Gerüchte um eine Neuauflage der Editionen Rubin und Saphir.

## Welt und Handlung
Das Spiel findet wie schon Pokémon Rubin und Saphir in der Hoenn-Region statt, die auf der japanischen Region Kyūshū basiert und aus einer Insel und einem im Vergleich zu anderen Pokémon-Spielen großen Meer besteht.
Wie in Pokémon-Spielen üblich ist es auch in diesem Ableger das Ziel, eine Verbrecherorganisation aufzuhalten und Champ der Pokémon Liga zu werden. Die Verbrecherorganisation hängt dieses Mal jedoch wie schon in Pokémon Rubin und Saphir von der Edition ab. In Omega Rubin ist diese Team Magma, die das Ziel hat das Land zu vergrößern, während in Alpha Saphir Team Aqua die Verbrecherorganisation darstellt, die versucht die Meere zu vergrößern.
Die Handlung des Spiels, die sich sehr an Pokémon Rubin und Saphir orientiert, beginnt damit, dass der Protagonist nach Wurzelheim in der Hoenn-Region umzieht. Der Vater des Protagonisten, Norman, leitet dort in der Stadt Blütenburg City eine Pokémon-Arena. Bei der Wahl des Protagonisten kann zwischen dem männlichen Protagonisten Brix und der weiblichen Protagonistin Maike entschieden werden, der Name ist jedoch frei wählbar. Daraufhin lernt der Spieler seinen Rivalen kennen, welcher der Sohn oder die Tochter von Professor Birk, dem Pokémon-Professor der Region, ist, und schon Erfahrung als Trainer hat. Bei der Wahl von Brix als Protagonist nimmt hierbei Maike die Position als Rivale ein, bei der Wahl von Maike ist es dementsprechend umgekehrt. Daraufhin bekommt der Spieler vom Professor, der gerade von einem wilden Pokémon angegriffen wird, sein erstes Pokémon, um den Professor zu retten. Dabei kann der Spieler zwischen den drei Pokémon Geckarbor, Flemmli und Hydropi wählen, welche alle in ihrer letzten Entwicklungsstufe eine Mega-Entwicklung ausführen können. Nachdem er den Professor gerettet hat, macht sich der Protagonist auf die Suche nach seinem Rivalen und trägt daraufhin seinen ersten Pokémon-Kampf gegen diesen aus.
Daraufhin beginnt der Spieler seine Reise durch die Hoenn-Region. In Blütenburg City trifft man erstmals auf Norman, den Vater des Protagonisten, welcher dort eine Pokémon-Arena leitet, welche der Spieler aber noch nicht herausfordert. Hier trifft man auch erstmals auf Heiko, der einen weiteren Rivalen darstellt und den der Spieler beim Fang seines ersten Pokémon unterstützt. Daraufhin setzt der Protagonist seine Reise fort. Kurz vor Metarost City, wo die erste Arena liegt, trifft der Spieler erstmals im Blütenburgwald auf ein Mitglied von Team Aqua, dessen Absichten der Spieler an dieser Stelle aber vereiteln kann. Einige Zeit nach der 2. Pokémon-Arena trifft der Protagonist in der Stadt Graphitport City erneut auf Team Aqua oder Team Magma und dieses Mal sogar auf Adrian, den Vorsitzenden von Team Aqua, oder Marc, den Vorsitzenden von Team Magma. Dort gibt einem auch der regionale Star Xenia erstmals die Möglichkeit, an einem Pokémon-Wettbewerb teilzunehmen. Daraufhin kommt der Spieler in die größte Stadt der Region, Malvenfroh City, wo er nach seinem dritten Arenakampf auch gegen seinen Rivalen Heiko antritt. Einige Zeit später trifft der Spieler bei den Meteorfällen auf Team Aqua oder Team Magma, welche einen Meteoriten von Professor Kosmo stehlen können. Hierbei trifft man auch auf das andere der beiden Teams, welches jedoch nicht böse ist, aber mit dem bösen Team verfeindet ist. Kurz darauf kommt es an einem aktiven Vulkan, dem Schlotberg, erneut zum Konflikt zwischen dem Spieler und dem guten Team, also Team Aqua in Omega Rubin und Team Magma in Alpha Saphir, gegenüber dem jeweils anderen, bösen Team. Nach einem Kampf gegen den Vorsitzenden des bösen Teams, also Marc oder Adrian, erhält der Protagonist den Meteoriten zurück. Kurz vor der sechsten Pokémon-Arena trifft der Protagonist im Klima-Institut wiederum auf Team Magma in Omega Rubin oder Team Aqua in Alpha Saphir. Der Spieler kann auch dieses Mal wieder ihre Pläne vereiteln.
Zwischen der sechsten und der siebten Arena trifft der Spieler am Pyroberg wiederum auf Team Aqua beziehungsweise Team Magma, kann aber nicht verhindern, dass diese einen mysteriösen Blauen (in Alpha Saphir) bzw. Roten (in Omega Rubin) Edelstein an sich nehmen, um Kyogre (in Alpha Saphir) oder Groudon (in Omega Rubin) zu erwecken. Der Spieler erhält daraufhin den verbliebenen Edelstein.
In Pokémon Alpha Saphir bricht daraufhin Adrian nach Graphitport City auf, wo er zusammen mit Team Aqua ein Forschungs-U-Boot stiehlt, um es für seine Zwecke umzubauen, was der Protagonist hingegen wiederum nicht verhindern kann. Der Spieler bekommt allerdings den Hinweis, dass sich das Versteck von Team Aqua in einer Stadt mit dem Namen Seegrasulb City befindet, wohin er dorthin aufbricht. Als er dort ankommt, hat Team Aqua das U-Boot aber bereits umgebaut, um mit diesem und dem Blauen Edelstein das Legendäre Pokémon Kyogre zu erwecken, um mit seiner Hilfe die Meere zu erweitern. Der Protagonist kann ebenfalls nicht verhindern, dass Adrian zusammen mit Kordula, einem weiteren hochgestellten Mitglied von Team Aqua, mit dem U-Boot zur Tiefseehöhle flüchtet. Nachdem der Spieler auf dem Weg zur Tiefseehöhle den siebten Arenaorden gewonnen hat, steigt von dort plötzlich eine grelle Lichtsäule auf, da das Siegel der Urzeithöhle gebrochen wurde. Dort angekommen muss der Spieler zusammen mit Marc, dem Vorsitzenden von Team Magma, mitansehen, wie Adrian Kyogre nach einem Kampf mit dem Protagonisten, bei dem er ein Mega-Tohaido einsetzt, trotz Warnungen von Kordula mit Hilfe des Blauen Edelsteins erweckt. Sein Erwachen löst einen sehr heftigen Regen aus, von dem selbst Adrian entsetzt ist, weil er Kyogres Kraft unterschätzt hat und es nicht kontrollieren kann. Daraufhin schwimmt Kyogre zur Urzeithöhle in Xeneroville, um dort die nötige Energie für eine Protomorphose zu sammeln, die seine Kraft noch weiter verstärken und zum Weltuntergang führen würde. Darum bricht der Spieler in die Urzeithöhle auf, in der sich der von Wasserströmen dominierte tiefste Punkt der Hoenn-Region befindet, um Kyogre mithilfe des Roten Edelsteins zu besiegen, welches sich kurz vor Beginn des Kampfes in Proto-Kyogre verwandelt. Der Spieler kann jedoch Kyogre besiegen oder fangen und damit das Unwetter beenden und die Welt retten, woraufhin Adrian seine Fehler einsieht. Der Spieler erhält zu diesem Zeitpunkt auch die Äon-Flöte von Troy, mit der er das neue Überflieger-Feature nutzen kann.
In Pokémon Omega Rubin hingegen muss der Spieler auf ähnliche Art und Weise Team Magma besiegen, welches das Legendäre Pokémon Groudon erweckt, und dieses besiegen oder fangen.
Nachdem der Protagonist den achten Arenaleiter besiegt hat, bricht er zur Pokémon Liga auf. Kurz davor kämpft der Spieler auch ein weiteres Mal gegen Heiko, der nun ein Mega-Galagladi einsetzen kann. In der Pokémon Liga trifft der Spieler neben den Top Vier den Champ Troy Trumm, der dem Spieler während des Spielverlaufs bereits einige Male begegnet ist und über ein Mega-Metagross verfügt. Der Spieler muss diese nun besiegen, um selbst Champ zu werden.

### Delta-Episode
Neu gegenüber den Originalspielen ist die sogenannte Delta-Episode, die eine Erweiterung der Handlung darstellt. Hierbei muss der Spieler einen Kometen aufhalten, welcher auf die Hoenn-Region zurast, wobei er Unterstützung vom Ex-Champ Troy Trumm erhält. Die Delta-Episode beginnt damit, dass im Raumfahrtzentrum der Hoenn-Region ein riesiger Asteroid registriert wird, der sich auf die Erde zubewegt und mitten in die Hoenn-Region einschlagen und diese vernichten wird. Dies soll dadurch verhindert werden, dass der Komet an einen anderen Ort im Universum teleportiert wird. Um diese Teleportation durchzuführen, wird jedoch die Lebensenergie von Pokémon, sogenannte Endlosenergie, die auch schon die Devon Corporation für ihre Erfindungen benutzt hat, benötigt. Mit dieser Endlosenergie wird auch die Ultimative Waffe in Kalos betrieben. Hierzu muss der Spieler zwei Meteoritenstücke sammeln, wobei wie schon in der Hauptstory je nach Edition Team Aqua mit Wolfgang oder Team Magma mit Jördis versucht, den Spieler aufzuhalten. Zwischendurch tritt immer wieder der mysteriöse Charakter Amalia auf. Ihre Ziele bleiben jedoch im Dunkeln, sie stiehlt jedoch den unterschiedlichsten Leuten ihre Schlüsselsteine. Nachdem der Spieler alles für die Teleportation zusammengetragen hat, wird der dazu benötigte Dimensionswandler jedoch von ihr zerstört. Der Spieler verfolgt sie daraufhin, um mehr über sie zu erfahren und erfährt von ihr, dass sie zum Himmelturm aufbricht. Daraufhin wird der Eingang zum Himmelturm von Wassili geöffnet, da nur Meteoraner und Xeneraner wie Wassili dazu in der Lage sind. Bei der Verfolgung Amalias erfährt man, dass sie zu den ersteren gehört. Auf dem Weg zur Spitze des Himmelturms erzählt Amalia über die Geschichte Hoenns und wie sich bei Rayquaza die erste Mega-Entwicklung ereignete. Daraufhin will sie Rayquaza an der Spitze des Himmelturms anrufen, welches als einziges Pokémon eine Mega-Entwicklung ohne Mega-Stein ausführen kann und eine Verbindung zum Geheimnis der Mega-Entwicklung besitzt. Dieses erscheint daraufhin auch, verwandelt sich jedoch nicht in seine Mega-Form. Daraufhin nimmt es den Meteoriten des Protagonisten an sich, woraufhin ein Kampf gegen Rayquaza beginnt. Nachdem der Spieler Rayquaza gefangen hat, bringt Amalia ihm seine Spezialattacke Zenitstürmer bei. Um zu testen, ob der Protagonist dem Besitz von Rayquaza würdig ist, trägt Amalia daraufhin einen Pokémon-Kampf gegen den Spieler aus. Nachdem der Spieler diesen gewonnen hat, fliegt er auf Mega-Rayquaza ins All und zerstört den Meteoriten. Aus diesem erscheint daraufhin Deoxys, gegen das der Spieler einen Kampf beginnt. Nachdem der Spieler Deoxys gefangen oder besiegt hat, endet die Delta-Episode.

## Gameplay und Neuerungen
Das Gameplay ähnelt dem der anderen Pokémon-Spiele. Hierbei werden viele Elemente aus Pokémon X und Y übernommen, so werden die 3D-Effekte im Kampf, die neue 3D-Perspektive und die Möglichkeit seine Pokémon zu pflegen übernommen (PokéMonAmi). Die Möglichkeit, das Aussehen seines Charakters anzupassen, wurde hingegen nicht übernommen. Der 3D-Effekt funktioniert jedoch wie in den Vorgängern Pokémon X und Y nur stellenweise.
Aus Pokémon X und Y wurde auch das Kampfhaus übernommen, das nun im neu erstellten Kampfresort steht. An dieser Position existierte in Pokémon Rubin und Saphir noch der Duellturm. Die aus Pokémon Smaragd bekannte Kampfzone, die sieben verschiedene Kampfeinrichtungen beinhaltete, wurde jedoch nicht übernommen, sie wird nur als zukünftiges Projekt im Kampfresort erwähnt.
Ebenso halten die Wettbewerbe wieder Einzug in Pokémon Omega Rubin und Alpha Saphir, die letztmals in Pokémon Platin vorkamen, in welchen man mit seinen Pokémon vor einem Publikum verschiedene Attacken möglichst schön, putzig, cool, stark oder klug einsetzen soll. Außerdem kehrt die Möglichkeit zurück, eine Super-Geheimbasis einzurichten, in der man Dekoartikel und Möbel, aber auch Fallen platzieren kann. Dies war letztmals in Pokémon Platin möglich, hier hatte das Feature jedoch den Namen Geheimbasis. Menschliche Spieler können in diese Basen einbrechen und dort Fahnen entwenden, um ihre eigenen Basen auszubauen. Außerdem kann man befreundete Trainer als Wachposten postieren. Ebenso kam eine neue Entwicklungsform mit dem Namen Protomorphose hinzu, die bisher nur Kyogre und Groudon ausführen können. Hierbei erlangen die Pokémon ihre urzeitliche Kraft zurück. Eine weitere Neuerung besteht darin, dass man mit der Attacke Überflieger erstmals durch Flüge mit Mega-Latias und Mega-Latios die Region aus der Luft erkunden kann. Bei diesen Flügen soll sich der Spieler frei bewegen können. Des Weiteren ist es in Pokémon Omega Rubin und Alpha Saphir erstmals möglich, zu schleichen. Durch das Schleichen kann man sich im hohen Gras versteckten Pokémon nähern, die ansonsten flüchten. Solche Pokémon besitzen besondere Attacken, welche neben Level und Fähigkeit angezeigt werden, sobald man sich dem Pokémon nähert. Erstmals kann mit Mega-Rayquaza außerdem ein Pokémon eine Mega-Entwicklung ausführen, ohne einen Mega-Stein zu tragen.
Außerdem sind in den Spielen mehr Legendäre Pokémon fangbar als jemals zuvor, so kann man in beiden Spielen zusammen 32 Legendäre Pokémon fangen, darunter sind alle Legendären Pokémon, die in den Generationen 2 bis 5 regulär fangbar waren. Hinzu kommt in Verbindung mit der Delta-Episode das Legendäre Pokémon Deoxys, welches in Pokémon Omega Rubin und Alpha Saphir erstmals regulär fangbar ist.

## Entwicklung und Veröffentlichung
Die beiden Spiele wurden am 7. Mai 2014 in einem von Nintendo veröffentlichten Teaser angekündigt. Weitere Spielinhalte wurden auf der Electronic Entertainment Expo 2014 gezeigt.
Daraufhin wurden mit der Zeit insgesamt 20 neue Mega-Formen angekündigt. Darunter waren unter anderem Sumpex, Gewaldro, Metagross, Camerupt, Tohaido, Galagladi, Firnontor, Stahlos, Brutalanda und die legendären Pokémon Rayquaza, Latias, Latios und Diancie.

Außerdem wurde bekannt, dass man ein besonderes Cosplay-Pikachu individuell kostümieren könne, welches dadurch neue Attacken erlerne.
Ab dem 15. Oktober 2014 war eine besondere Demo-Version erhältlich, die exklusive Inhalte besaß. In den europäischen Versionen konnte man Mega-Firnontor erhalten, in den asiatischen Mega-Stahlos. Beide sind neu in Pokémon Omega Rubin und Alpha Saphir und auf das Hauptspiel übertragbar.
Am 13. November wurde außerdem die Delta-Episode vorgestellt, die eine Erweiterung der Handlung von Pokémon Omega Rubin und Alpha Saphir darstellt.

### Veröffentlichung
Pokémon Omega Rubin und Alpha Saphir wurden am 21. November in Japan, Nordamerika sowie Südkorea veröffentlicht, in Europa hingegen erscheinen sie erst eine Woche später am 28. November. Direkt nach der Veröffentlichung konnte über das Nintendo Network ein schillerndes Tanhel gemeinsam mit einem Mega-Stein empfangen werden, wodurch es sich nach der Entwicklung zu Metagross in seine Mega-Form entwickeln kann. Diese Aktion soll am 14. Januar 2015 enden.
Bereits vor der europäischen Veröffentlichung erschien am 25. November 2014 ein Patch auf die Version 1.1, der unterschiedliche Spielfehler behebt. Er wird außerdem zum Verwenden der Online-Funktionalität benötigt. Schon am 3. Dezember erschien ein zweiter Patch auf die Version 1.2, welcher einen Fehler behebt, der zum Einfrieren des Spiels nach Besiegen der Pokémon Liga führen kann.
Am 24. August 2015 kündigte Nintendo in einer Pressemeldung die Pokémon-Omega-Rubin- und Pokémon-Alpha-Saphir-Starter-Boxen an. Die Boxen sollen am 30. Oktober 2015 erscheinen und jeweils eine Kopie des Spiels, eine Pokéball Spielhülle und ein Hoenn Pokédex Poster enthalten.

### Updates und Patches
Für beide Spiele wurden außerdem verschiedene Patches veröffentlicht. Alle werden benötigt, um weiterhin die Online-Funktionalitäten des Spiels zu nutzen. Im Patch auf die Version 1.1, der bereits vor der Veröffentlichung in Europa am 25. November 2014 erschienen ist, wurden verschiedene Fehler behoben. Im darauf folgenden Patch auf die Version 1.2, der bereits am 3. Dezember 2014 veröffentlicht wurde, wurde ein Fehler behoben, der das Spiel kurz vor der Endsequenz oft einfrieren lässt. Im Patch auf die Version 1.3, das am 2. April 2015 erschien, wurden weitere kleinere Fehler behoben. Mit dem Patch wurden noch weitere Bugs behoben, die das Spiel einfrieren können.

## Rezeption
Pokémon Omega Rubin und Alpha Saphir erhielten überwiegend positive Bewertungen. So hat Pokémon Omega Rubin bei Metacritic einen Metascore von 83/100 und bei GameRankings eine durchschnittliche Bewertung von 83,79 %. Pokémon Alpha Saphir erhielt ähnliche Bewertungen, nämlich 82/100 als Metascore bei Metacritic und eine durchschnittliche Bewertung von 82,73 % bei GameRankings.